# Brest (Nedersaksen)
Brest is een gemeente in de Duitse deelstaat Nedersaksen. De gemeente maakt deel uit van de Samtgemeinde Harsefeld in het Landkreis Stade.
Brest telt 776 inwoners.
Het landschap in de gemeente Brest doet sterk aan dat in de Nederlandse provincies Drenthe en Overijssel denken: tamelijk vlak boerenland, afgewisseld met kleine percelen bos, en hier en daar een klein hoogveengebied.

## Indeling van de gemeente

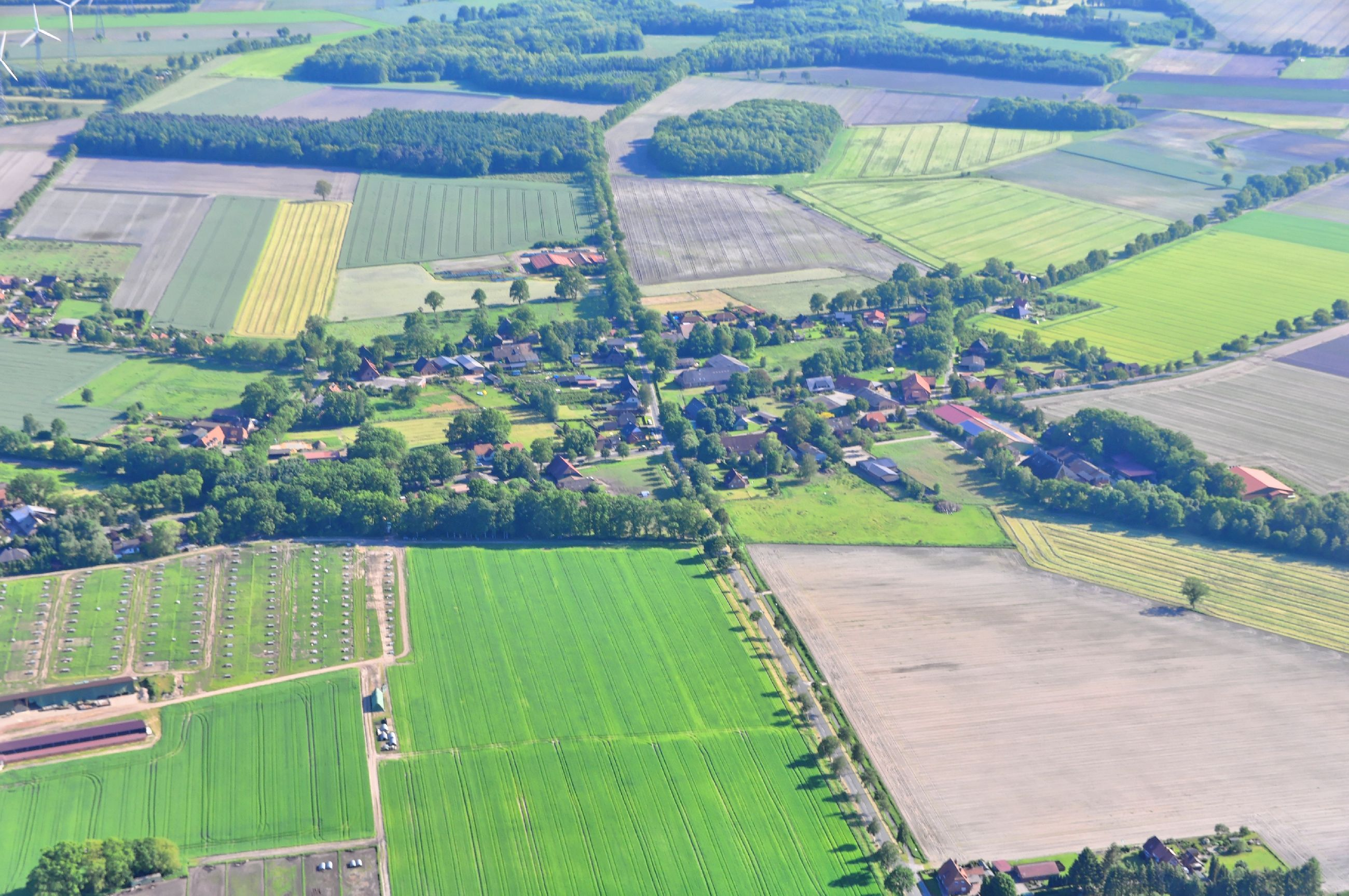
Luchtfoto van Brest (2013)

De gemeente bestaat uit de drie kleine dorpen:
- Brest
- Reith, enkele kilometers ten zuidwesten van Brest
- Wohlerst, enkele kilometers ten zuiden van Brest.

Gehuchten en boerderijen met eigen plaatsnaam in de gemeente zijn: Am Subeck, Bredenbeck, Kirchbülten, Klein Reith, Klein Wohlerst en Lehnhorst.
Aan de spoorlijn tussen Harsefeld en Bremervörde ligt de, ieder uur door een stoptrein bediende, spoorweghalte Brest-Aspe. Deze staat op grondgebied van de gemeente Brest, en bedient ook Aspe, een één km ten noorden van Brest gelegen dorpje in de gemeente Kutenholz (Samtgemeinde Fredenbeck).

## Geschiedenis, economie
Brest is een verkorting van de in de 15e eeuw gebruikte plaatsnaam Brestedt, brede woonplaats.
De dorpen in de huidige gemeente Brest hebben steeds, tot op de huidige dag, overwegend van de landbouw en veeteelt bestaan. De dichtstbijzijnde wat grotere plaats, waar winkels, scholen e.d. te vinden zijn, is Harsefeld, circa 8 km oostwaarts.
Het toerisme speelt slechts een geringe rol. De enige bezienswaardigheid van enig belang is een 56 hectare groot natuurreservaat in de gemeente met de naam Vorderste Reimen - Im Tadel. Het is een bijna 2 km ten zuiden van Brest gelegen, overwegend bebost, gebied. Direct ten oosten van dit natuurgebied bevindt zich een windmolenpark met 5, in 2022 vernieuwde, windturbines.

## Afbeeldingen

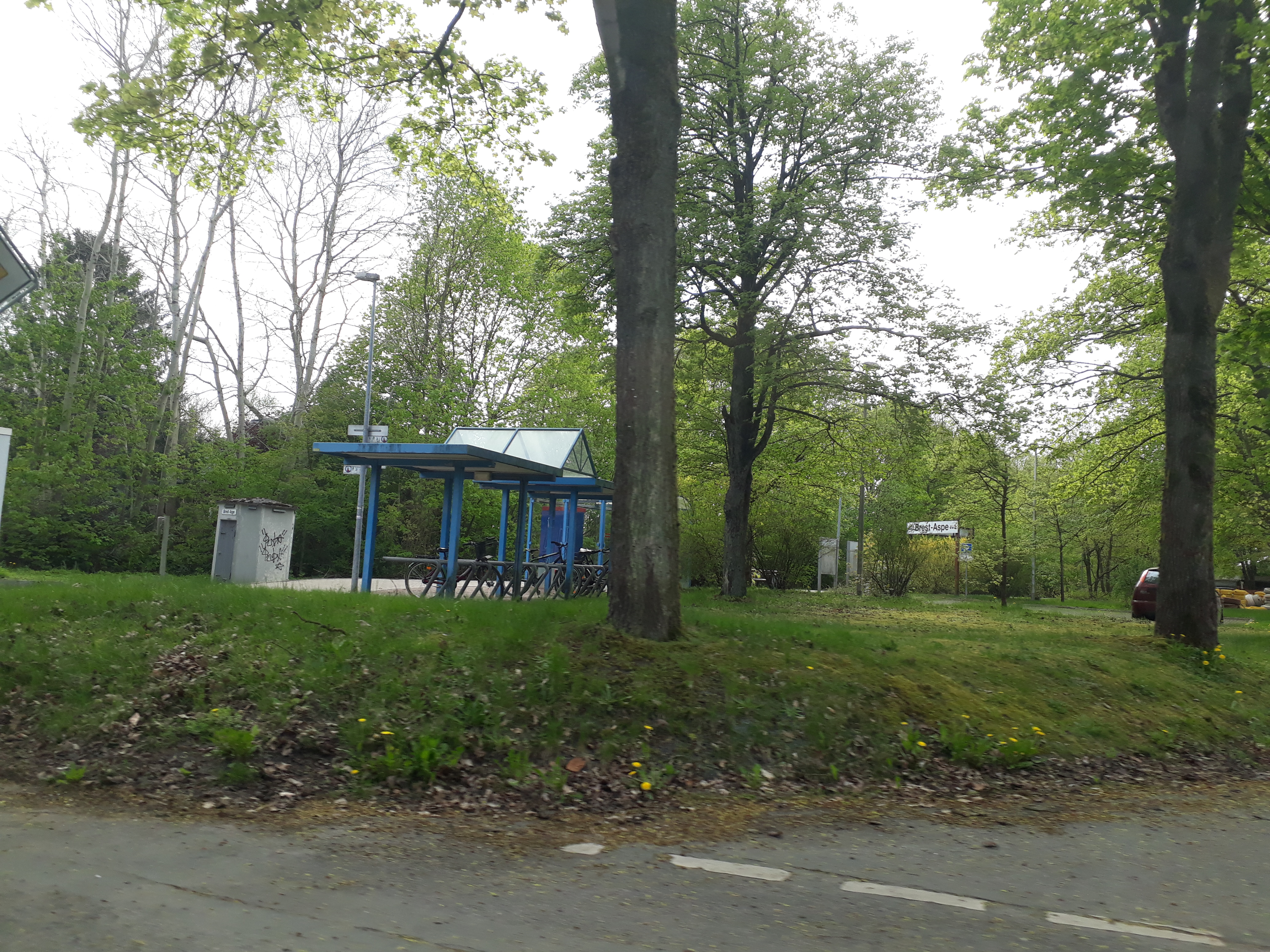
Spoorweghalte Brest-Aspe
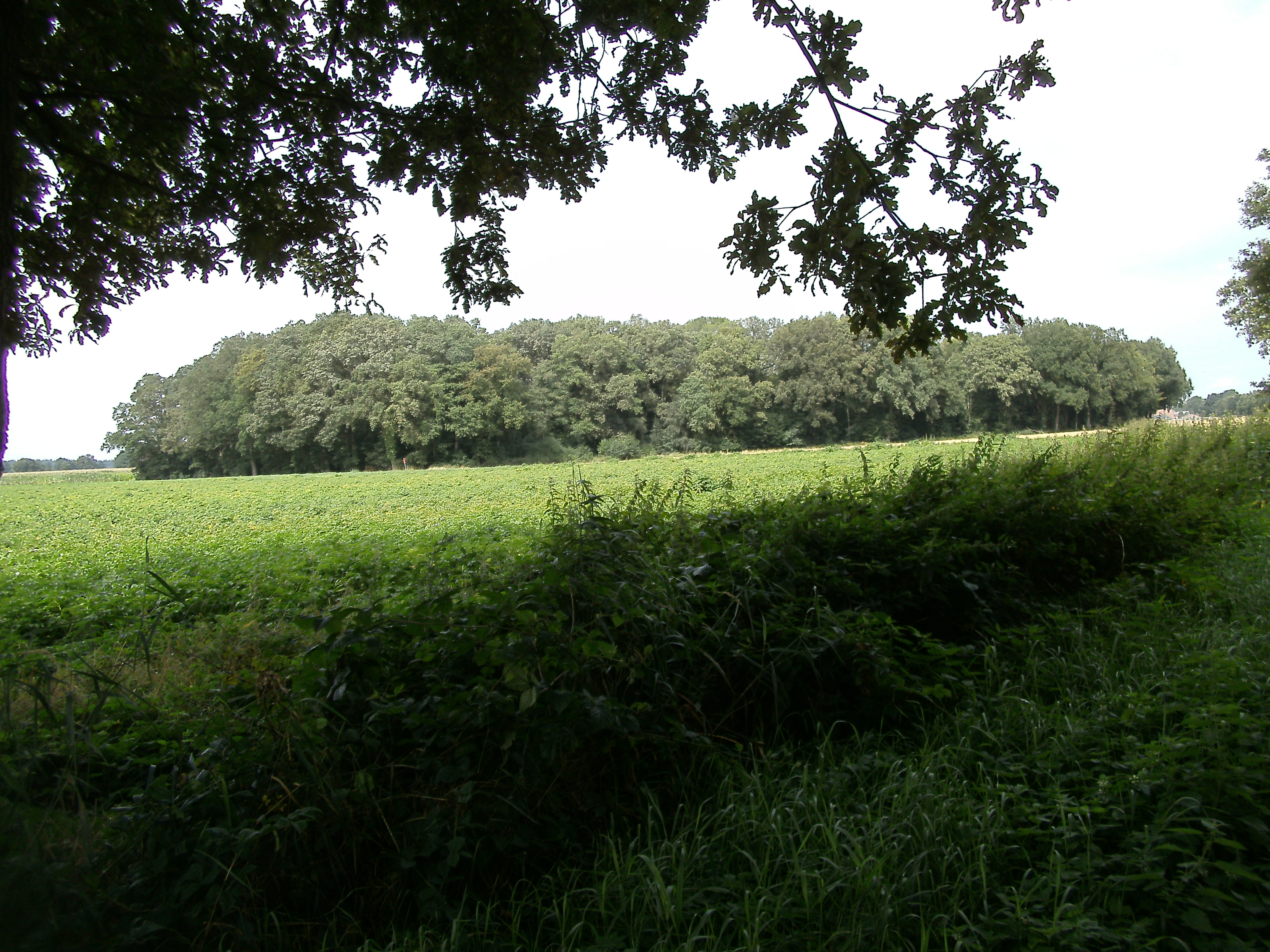
Natuurgebied Vorderste Reimen - Im Tadel

## Geboren te Brest
- Jost Fitschen (1869–1947), Duits botanicus. Samen met zijn leermeester Otto Schmeil (1860–1943), bioloog, leraar en schrijver van schoolboeken en vakliteratuur, geldt Fitschen als hervormer van het Duitse biologieonderwijs. Samen met Schmeil stelde hij in 1903 een gezaghebbende excursieflora Schmeil-Fitschen voor het Duitse taalgebied samen, waarvan anno 2023 inmiddels 98 herdrukken zijn verschenen.